# Фудзимото, Такахиро
Такахиро Фудзимото (яп. 藤本貴大 англ. Takahiro Fujimoto, родился 13 марта 1985 года, Коси, префектура Кумамото)) — японский конькобежец, специализирующийся в шорт-треке. Участвовал в зимних Олимпийских играх 2006 и играх 2010 года, бронзовый призёр чемпионата мира 2009 года в эстафете. Окончил Японский университет спортивной науки на кафедре физического воспитания в 2012 году.

## Спортивная карьера
Такахиро Фудзимото родился в Коси, но переехал в Обихиро, из-за перевода своего отца, который в то время был чиновником самообороны. Там он начал заниматься конькобежным спортом в возрасте 3 лет. Летом, когда учился в 3-м классе начальной школы Нисигоси Хигаси, он вернулся в родной город Кумамото в связи с переводом отца, который два-три раза в неделю возил его в Фукуоку и катал на льду. Такахиро начал заниматься шорт-треком с игроками старшей школы Бунтоку, где есть клуб шорт-трека. После этого, в течение 3-х лет в старшей школе, он продолжал соревноваться, а после её окончания поступил в Университет Яманаси Гакуин.
В январе 2004 года он занял 5-е место в эстафете и 7-е место в многоборье на юниорском чемпионате мира в Пекине, осенью в составе национальной сборной участвовал на Кубке мира, уже в сезоне 2004/05 в беге на 500 метров занял 27-е место в общем зачёте Кубка. В феврале 2005 года участвовал на зимней Универсиаде в Инсбруке и занял лучшее 6-е место в беге на 500 м, и в эстафете поднялся на 3-е место. На Кубке мира 2005/06 он занял 45-е место в общем зачёте, а также впервые выиграл серебро в беге на 500 м в ноябре в Корее.
В феврале 2006 года, когда учился на 3-м курсе колледжа, он участвовал в эстафете на зимних Олимпийских играх в Турине. Фудзимото, который шёл 4-м из 4-х команд в середине 2-й квалификационной гонки, услышал указание тренера «идти вперед» и занял место в углу. Однако, при попытке догнать соперника на 2-м месте, упал сразу после наезда и попытался встать и вернуться в гонку, но Япония была дисквалифицирована, потому что помешала вслед идущей Италии.
В сезоне 2006/07 на Кубке мира Такахиро на этапе в Чонджу выиграл серебро в беге на 500 м и занял 24-е место в общем зачёте. В марте 2009 года на чемпионате мира в Вене выиграл бронзу в эстафетной гонке. В декабре он отобрался в сборную на 33-м Всеяпонском чемпионате по шорт-треку, где занял 2-е место в беге на 1000 м и был выбран на зимние Олимпийские игры 2010 года. Участие в двух зимних Олимпийских играх подряд — первый раз для конькобежца префектуры Кумамото.
На Олимпийских играх 2010 года в Ванкувере он участвовал в бегах на 500, 1000, 1500 метров. В беге на 1500 м дошёл до полуфинала, где занял 6-е место и в итоге остался на 17-м месте в общем зачёте. В беге на 1000 м не прошёл квалификацию и занял 27-е место, а в беге на 500 м также проиграл квалификацию и не вышел в четвертьфинал, в итоге только 26-е место. На чемпионате мира в Софии занял 17-е место в личном многоборье.
В 2010 году он устроился на работу в церемониальную компанию Selmo Ori в Ванкувере.
В феврале 2011 года на зимних Азиатских играх в Астане он выиграл серебряную медаль на 500 м и серебряную медаль в эстафете, а в марте на командном чемпионате мира в Варшаве поднялся на 4-е место в составе мужской команды. В октябре на Кубке мира в Солт-Лейк-Сити занял лучшее 14-е место в беге на 1000 м.
В декабре 2013 года завершил карьеру конькобежца, не пройдя в декабре отбор на Олимпиаду 2014 года в Сочи. Работал Всеяпонским укрепляющим тренером федерации конькобежного спорта Японии, где обучал учащихся младших классов средней школы. Также работал комментатором на Всеяпонских играх в 2017 году.